# Blue Amberol Records

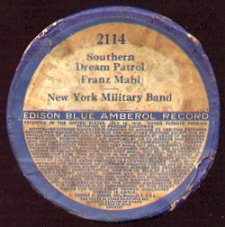
Il coperchio delle scatole dei Blue Amberol

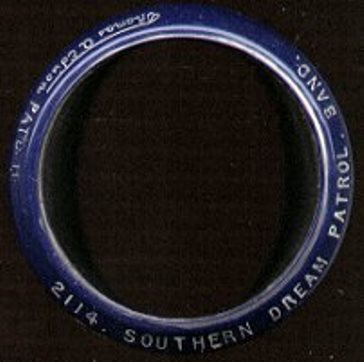
Spessore alla fine del cilindro

Blue Amberol Records era il marchio di fabbrica per le registrazioni su cilindri prodotte dalla Thomas A. Edison, Inc. negli USA dal 1912 fino al 1929. Esse rimpiazzavano i cilindri in cera nera Amberol da 4 minuti introdotti nel 1908, che a loro volta avevano preso il posto dei cilindri di cera da 2 minuti, che erano stati lo standard fin dal lontano 1880. I Blue Amberol potevano riprodurre fino a 4 minuti e 45 secondi ed avevano uno strato superficiale di "indistruttibile" celluloide, che Edison colorò di blu come marchio di fabbrica.

## Storia

### Edison Amberol di cera
Il cilindro da 4 minuti "Amberol" fece il suo debutto nel 1908. Gli Amberol erano costituiti di un composto nero, fragile, tipo cera, più duro dell'originale cera nera del 1902. Questo cilindro di cera Amberol fu anche utilizzato per le registrazioni "standard" di 2 minuti, dal 1908 fino al 1912 quando apparvero i Blue Amberol. L'introduzione dell'Amberol diede inizio ad una ripresa d'interesse nelle registrazioni su cilindri, ma i problemi presto apparvero evidenti. Gli Amberol si crepavano abbastanza facilmente e potevano rompersi durante la riproduzione; spesso quando si rompevano si frantumavano completamente, a differenza di alcuni tipi di cilindri di cera da 2 minuti che semplicemente si spezzavano in pochi pezzi. Un altro problema era che gli Amberol si consumavano troppo in fretta ed alcuni suonavano con andamento ondeggiante a causa di un restringimento non uniforme durante il processo di fabbricazione.

### Edison Blue Amberol

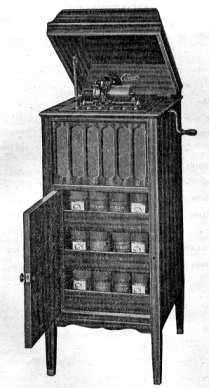
Il fonografo "Amberola 75"

Nel 1912 le carenze dell'Amberol di cera erano evidenti. Edison, che non voleva pagare a Thomas B.Lambert i diritti del suo brevetto per il cilindro di celluloide, alla fine lo comprò e cambiò la linea di produzione, orientandosi verso un cilindro sottile ma resistente, di celluloide blu, rinforzato internamente con del gesso. L'introduzione di questi "Blue Amberol" aiutò ad incrementare le vendite dei cilindri. I primissimi Blue Amberol offrivano un'eccellente qualità audio per l'epoca, migliore di fatto, di quella delle emissioni successive. Dal gennaio 1915 in poi, infatti, Thomas A. Edison Inc, che aveva concentrato i propri sforzi sul miglioramento della qualità dei dischi fonografici Diamond Disc, cominciò ad abbandonare i cilindri, che furono doppiati acusticamente dai dischi Diamond Disc. La tecnica di duplicazione usata non era elettronica (la tromba del fonografo per dischi riproduceva sulla tromba del registratore per cilindri) fino al dicembre 1927, quando fu introdotta la registrazione elettronica. Questo provocò un suono un po' vuoto, "morto" dei cilindri, rispetto ai dischi originali. Su molti cilindri duplicati, quando il rumore di fondo del cilindro a 160 rpm é abbanstanza basso, si può udire all'inizio il rumore di fondo del disco a 80 rpm, un attimo prima che inizi la musica.
Oltre alla principale serie di musica popolare e sacra, che iniziò con la registrazione numero 1501 del 1912 e si concluse con la registrazione numero 5719 del 1929, Edison offrì una speciale linea di prestigiosi Concerti Blue Amberol di arie d'opera, brani classici leggeri e altra musica "colta", eseguiti da artisti di gran nome, linea poi sostituita con cilindri Royal Purple Amberol colorati in modo specifico. Una serie speciale di Amberol di cera, o di Blue Amberol identificati dalle lettere dalla A alla H, invece che con i più tradizionali numeri, furono ceduti con un kit di conversione per i cilindri da 4 minuti, venduto per l'aggiornamento di alcuni fonografi precedenti da 2 minuti. C'erano registrazioni di Blue Amberol didattici in abbinamento alla Edison School Phonograph, corsi di lingua ICS, Blue Amberol per apprendere il codice Morse, Blue Amberol per i mercati francese e tedesco, speciali Blue Amberol da 2 minuti per il mercato rurale messicano, ed istruzioni di dettatura per Ediphone su cilindri lunghi 6 pollici (15 cm), che erano in pratica dei lunghi Blue Amberol e rimasero in produzione per molti anni dopo la scomparsa del cilindro come mezzo di intrattenimento.

## Tecnica

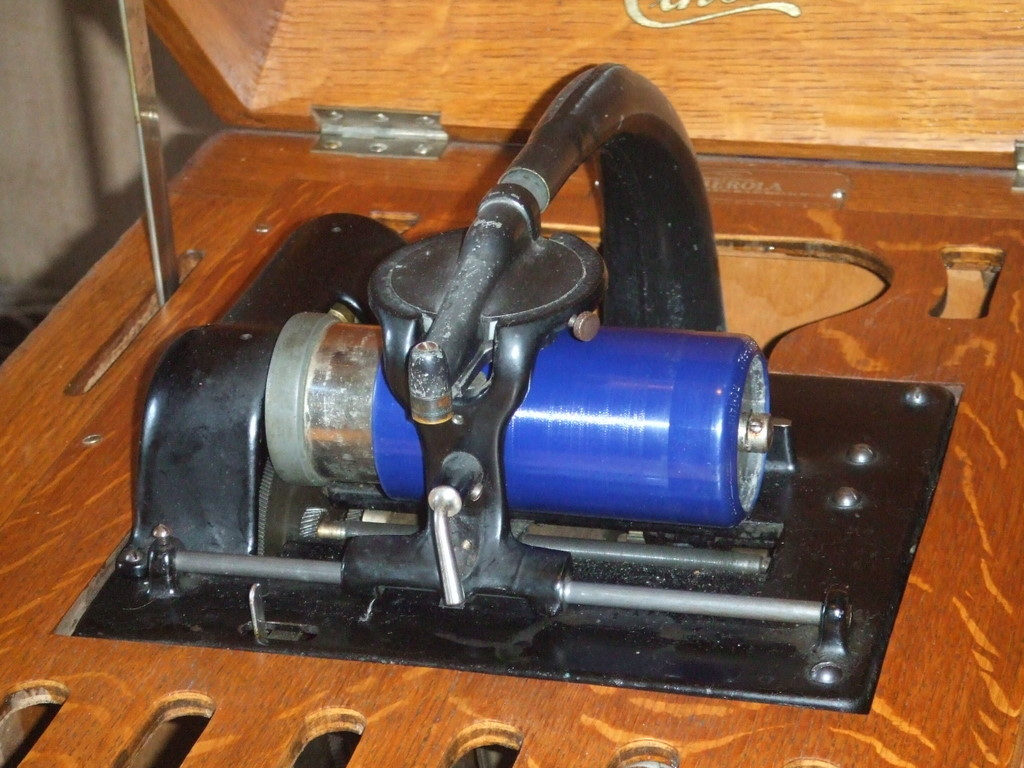
Ingrandimento del meccanismo di un Amberol, fabbricato nel 1915 circa

Gli Edison Blue Amberol sono realizzati in celluloide su un nucleo di gesso modellato. La superficie di celluloide è in grado di resistere a centinaia di riproduzioni, solo con un modesto aumento del rumore di superficie, se si riproduce su una macchina ben curata con una puntina in buone condizioni.
I Blue Amberol hanno un tempo di riproduzione massimo di circa 4 minuti e 45 secondi e suonano alla velocità standard del cilindro post-1902 di 160 giri al minuto. Come il precedente Amberol di cera nera forniscono il doppio del tempo di riproduzione dei cilindri da 2 minuti utilizzando una scanalatura più fine con un passo di 200 linee per pollice invece di 100. Non possono essere riprodotti su macchine più vecchie create per suonare solo lo standard precedente di cilindri da 2 minuti, sia come Amberol di cera che di celluloide richiedono una puntina sottile per adattarsi alla scanalatura ridotta e la vite senza fine che muove la puntina sulla superficie del cilindro, deve ruotare ad una velocità diversa. Thomas A. Edison, Inc. vendette dei kit con gruppi di ingranaggi e riproduttori che avrebbero potuto essere installati dal proprietario di una macchina Edison precedente in modo tale da riprodurre entrambi gli standard di registrazione ed i cilindri da 4 minuti. La società Edison commercializzò anche nuovi modelli in grado di riprodurre entrambi gli standard. Con queste macchine combinate l'operatore aveva bisogno di regolare una manopola o leva che cambiasse la marcia e assicurarsi che lo stilo di riproduzione corretto fosse in posizione quando si passava da un tipo di registrazione all'altro.
I fonografi Edison a tromba interna progettati per riprodurre cilindri da 4 minuti furono chiamati Amberola. Il modello più antico di Amberola, l'Amberola IA del 1909, fu dotato di un cambio selezionabile per 2 e 4 minuti. Inizialmente fu venduto con un riproduttore modello "L" non marcato, con un peso a coda di pesce appiattito, che però fu richiamato quasi subito come "non soddisfacente"; fu riadattato con il riproduttore modello "M" con puntine di zaffiro capovolte per la riproduzione di cilindri di cera da 2-4 minuti. Vi è almeno un esempio noto di un primissimo riproduttore modello "M" pure dotato di un peso coda di pesce appiattito.
All'introduzione dei Blue Amberol nel 1912, il riproduttore tipo M fu rimpiazzato dal riproduttore Diamond A, che era progettato per suonare solo cilindri di celluloide. La sua piccola puntina conica di diamante e l'aumentata pressione della puntina avrebbero seriamente danneggiato i cilindri di cera. I fonografi Edison a tromba esterna furono disponibili con il riproduttore Diamond B. Erano disponibili diversi altri modelli di Amberola meno costosi del modello IA (e più tardi IB e III, da solo 4 minuti), come il V, VI è X.
Dopo un incendio nella fabbrica di Edison, nel dicembre 1914, la linea Amberola fu semplificata sia nel design della meccanica che del mobile, risultato gli Amberola 30, 50, e 75 da 4 minuti, indicando ciascun numero di modello il prezzo iniziale di vendita al dettaglio in dollari. Furono equipaggiati con il riproduttore Diamond C. Il modello da 4 minuti con tromba esterna Opera (più tardi ribattezzato Concerto) del 1911-1912, che utilizzava lo stesso meccanismo come il IB e III, fu inizialmente dotato del riproduttore Modello L, che aveva una puntina ellittica di zaffiro per la riproduzione degli Amberol di cera, ma dopo l'introduzione dei Blue Amberol fu sostituito con il riproduttore Diamond A.

## Memorizzazione dati sui cilindri
La plastica degli "Amberol" è modellata su un nucleo interno di gesso. Questo nucleo sta dimostrando di essere problematico per la sopravvivenza a lungo termine di Blue Amberol Records, perché la plastica spesso tende ad espandersi nel corso dei decenni, specialmente se i cilindri sono esposti o mantenuti in condizioni di umidità. In alcuni casi, il gesso gonfio può far sì che la registrazione non si adatti correttamente al mandrino del grammofono (questo può essere abbastanza facilmente risolvibile con spostando con delicatezza in fuori il gesso per ripristinare il diametro interno corretto) o può deformare il cilindro, non facendolo suonare in modo corretto. Nei casi peggiori, la plastica in espansione si crepa o divide la superficie di riproduzione, rendendo il disco inutilizzabile. Il congelamento provoca l'espansione dell'umidità nella plastica e contemporaneamente contrae la celluloide, una combinazione che può provocare una spaccatura longitudinale della celluloide in modo molto brusco.
La plastica dei Blue Amberol è nitrocellulosa e quindi infiammabile. Essendo una plastica organica, la celluloide è soggetta a decomposizione chimica, ma un deterioramento acuto, così come visto in alcuni film di nitrato, è stato raramente osservato, se non mai, nei Blue Amberol o altri cilindri di celluloide (ad esempio Lambert, Albany Indestructible e US Everlasting).